# NGC 576
NGC 576 је спирална галаксија у сазвежђу Феникс која се налази на NGC листи објеката дубоког неба.
Деклинација објекта је - 51° 35' 53" а ректасцензија 1h 28m 57,4s. Привидна величина (магнитуда) објекта NGC 576 износи 13,5 а фотографска магнитуда 14,4. NGC 576 је још познат и под ознакама ESO 196-7, FAIR 295, AM 0126-515, IRAS 01269-5151, PGC 5535.